# Escuela Nacional Unificada
La Escuela Nacional Unificada (ENU) fue un proyecto de reforma al sistema educativo de Chile. Fue uno de los principales emblemas del gobierno de Salvador Allende y la Unidad Popular desde 1971. Luego de reflexiones que incluyeron a diversos actores como docentes, estudiantes, padres y organizaciones sociales se concluyó que la educación debía ser permanente (desde el nivel preescolar y durante toda la vida), democrática, participativa, pluralista y acorde con las necesidades económicas del país.
El proyecto de ley y los decretos ministeriales de la ENU planteaban una reforma profunda al sistema de enseñanza chileno, con el objetivo de estructurar la educación de acuerdo a criterios igualitarios y equitativos.
El proyecto generó resistencias al sospecharse que detrás de él existía el propósito de instalar una educación ideologizante de tipo socialista.

## Antecedentes
En 1970 existía consenso respecto de que la educación nacional tenía problemas de descoordinación entre sus niveles básico, medio y universitario debido a la segmentación de la administración educacional, déficit presupuestarios importantes, ausencia de organismos de participación de las comunidades escolares (profesores, apoderados y alumnos).
De igual modo, se planteaba la necesidad de ampliar y mejorar los mecanismos de planificación y creación de instancias amplias de participación comunitaria (Consejo Nacional de Educación) y de superar los desajustes curriculares existentes entre la educación básica y media, y en general la desconexión del sistema educacional.
El concepto de "Escuela Nacional Unificada" surge, a su vez, del concepto de escuela unificada, establecido en la Constitución de la Segunda República Española de 1931, el que a su vez derivaba de la école unique francesa o la Einheitsschule alemana, y planteaba una unidad en el sistema educativo, alejada de las jerarquizaciones existentes entre niveles.

## Características de la reforma

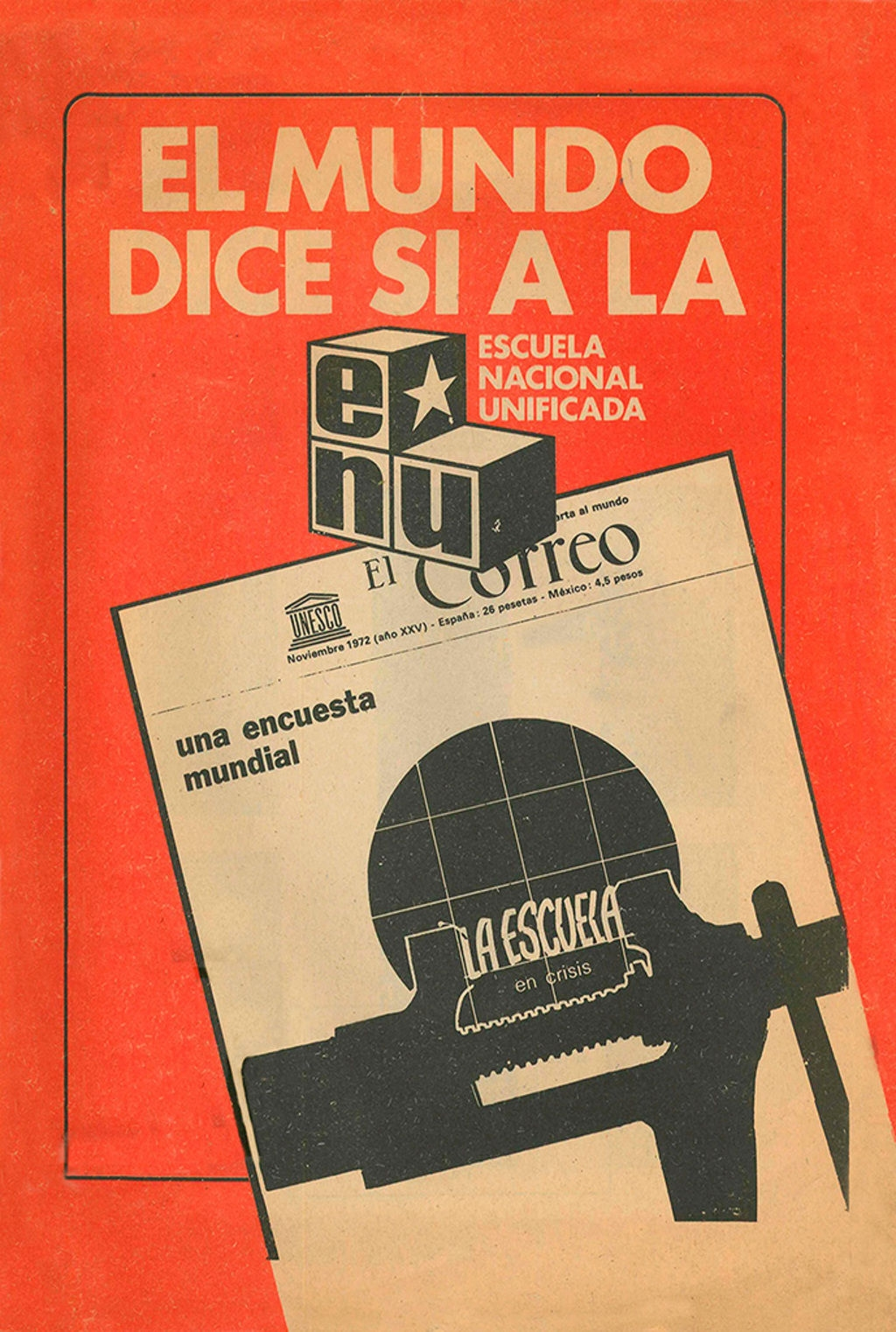
Folleto El mundo dice sí a la Escuela Nacional Unificada (ca. 1973).

La ENU concretamente significaba la integración y consolidación, en un único tipo de establecimiento (Unidades Escolares o Complejos Educacionales), de la educación parvularia, básica y media identificándose respectivamente como Educación Parvularia, Educación General y Politécnica. Esta última modalidad tendría importantes rasgos de diferenciación en sus 4 años. La administración estaría a cargo de consejos integrados por la dirección del establecimiento, profesores, personal auxiliar o paradocente y apoderados.
El Sindicato Único de Trabajadores de la Educación, que fue la instancia gremial del profesorado nacional (tanto en su Asamblea Constituyente, celebrada en julio de 1970 y el Primer Congreso Nacional, de diciembre de 1971) señalaron la necesidad de una reforma, sobre todo dentro de las políticas de transformación social que impulsaba el recientemente electo gobierno de la Unidad Popular.
En 1971 se convocó a un Congreso Nacional de Educación organizado por la Central Única de Trabajadores (CUT) y el Ministerio de Educación con delegados del ministerio, Superintendencia de Educación Pública y su Consejo, profesorado, sindicatos, colegios particulares, alumnos y apoderados. 
El Congreso aprobó en líneas generales la idea de reformar la educación pero no hubo acuerdo en cuanto al texto final de una ley. Se ponía énfasis en que, independientemente de las decisiones y recomendaciones éstas debían estar ajustadas al programa de transformaciones que se realizaban a nivel estatal por la Unidad Popular. Se intentó además reforzar los mecanismos de control estatal de la educación particular, de modo que se atuvieran a las políticas centrales de planificación escolar y lineamientos curriculares. La meta central era la creación de una «sociedad socialista, humanitaria».

## Críticas
Las propuestas generaron una gran polarización y movilizaciones de protesta y de apoyo en diversas organizaciones, como ocurrió con los estudiantiles agrupados en la Federación de Estudiantes Secundarios de Santiago (FESES). También la Iglesia católica, que poseía en Chile una participación importante en la educación, a pesar de valorar los avances en la integración de las masas al sistema educacional, solicitó la postergación de la ENU ante la amenaza de verse fuertemente controlada por la reforma.

3.- Por muy pluralista que se proclama el informe, no vemos destacados en parte alguna los valores humanos y cristianos que forman parte del patrimonio espiritual de Chile, y a los que adhiere un altísimo porcentaje de los estudiantes y de los padres de familia chilenos.
Declaración del Comité Permanente del Episcopado de Chile sobre la Escuela Nacional Unificada, 27 de marzo de 1973.

Los partidos de oposición —que conformaban la Confederación de la Democracia (CODE)— fueron más tajantes y caracterizaron a la reforma como un inminente «lavado de cerebro» de los escolares, a través del adoctrinamiento del comunismo y la lucha de clases, la proletarización de las clases medias, y un ataque a la libertad en general, y específicamente a la libertad religiosa.
Estos y otros grupos de presión lograron que finalmente el proyecto fuera desestimado por el gobierno. Se convocó a un debate nacional de educación patrocinado y orientado por la Superintendencia de Educación Pública y su Consejo durante 1973 con el fin de llevar a cabo reformas consensuadas.
El decreto 224, promulgado el 6 de marzo de 1973 y que establecía la creación con carácter experimental de los Consejos de Educación, fue derogado después del golpe de Estado del 11 de septiembre de 1973 mediante el decreto 1264 promulgado el 27 del mismo mes.